# Mierennesthofje
Het Mierennesthofje is een hofje in de binnenstad van de Nederlandse stad Leiden.
Het hofje telt vijf huisjes en is te betreden via een toegangspoort aan de Hooglandse Kerkgracht. Het hofje is echter alleen toegankelijk voor bewoners. De historie van het hofje gaat terug tot 1386 toen het Sint Pancrasbegijnhof werd gesticht door Katrijne Jacobsdochter in een huis aan de 'Hooglandsesteeg'. Er werd bepaald dat het hof onder toezicht kwam van de pastoor van Sint Pancras en twee 'wereldlijke personen'.
Het is niet bekend waar het huis van Katrijne Jacobsdochter precies lag. In ieder geval bevond het begijnhof zich vanaf 1402 op de huidige plaats aan de oostzijde van de Hooglandse Kerkgracht.
Toen na de Reformatie en het Beleg van Leiden (1573-1574) de stad Leiden het begijnhof in bezit kreeg, liet het stadsbestuur een aantal gezinnen in het hof wonen. De intensieve bewoning leidde tot de bijnaam Ruypenest (rupsennest) of Mierennest. In 1590 kwam het hofje in het bezit van de protestantse kerkbesturen. In 1732 werd het verkocht aan de rijke Leidenaar Diederik van Leyden, die er in 1760 ook formeel een hofje van maakte met een college van regenten.
De laatste regenten verkochten het inmiddels sterk verwaarloosde hofje in 1967 aan de gemeente Leiden. Die droeg het in 1977 over aan de Stichting Diogenes Leiden, die het in de jaren 1981-1982 volledig liet opknappen. De woningen worden tot op heden door deze stichting beheerd en verhuurd.

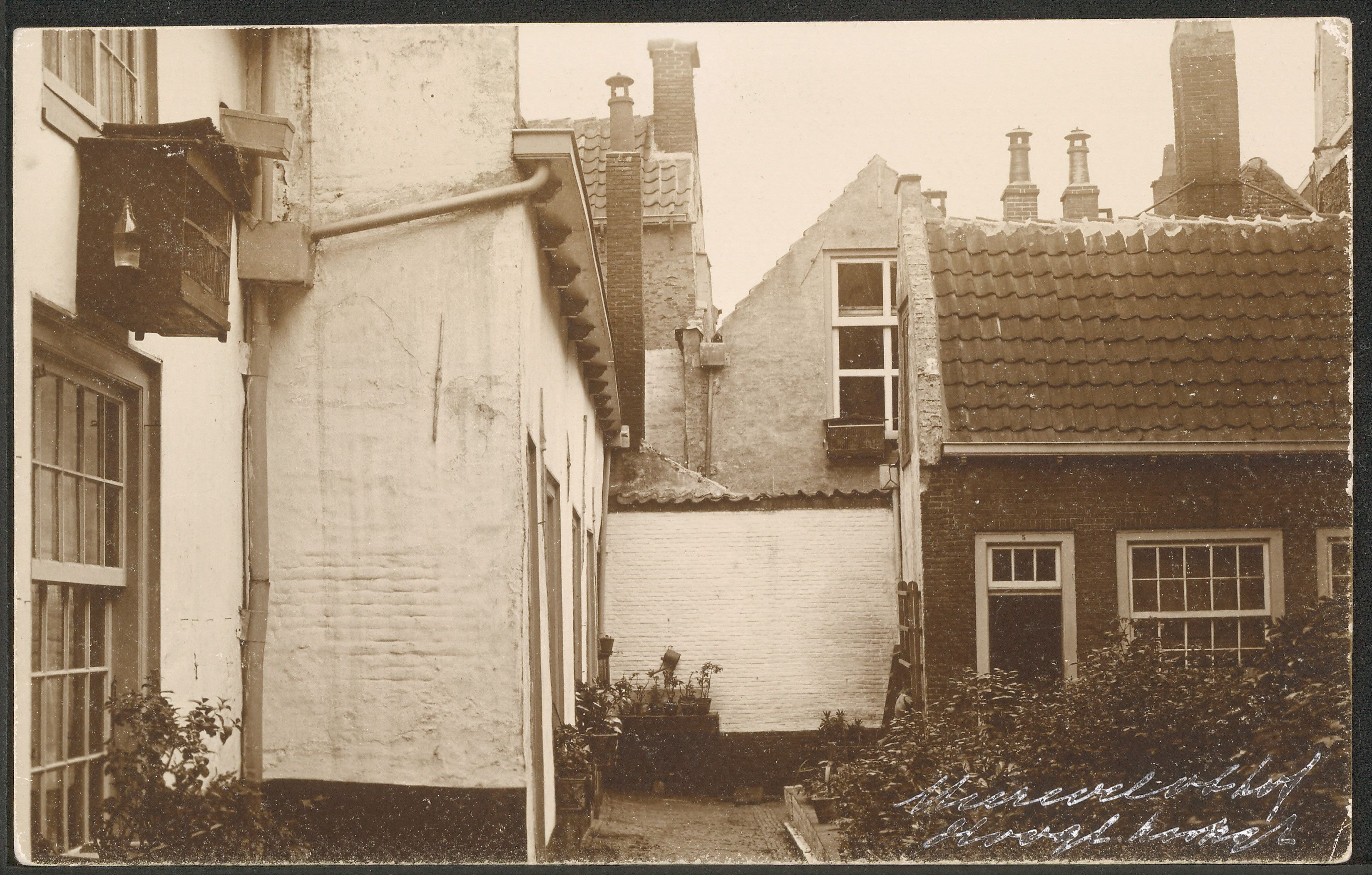
De binnenzijde van het Mierennesthofje (door Henri Obreen)

Barend van Namenhof ·
Bethaniënhof ·
Bethlehemshof ·
Brouchovenhof ·
Cathrijn Jacobsdochterhof ·
Cathrijn Maartensdochterhof ·
Coninckshof ·
Eva van Hoogeveenshof ·
François Houttijnshof ·
Groeneveldstichting ·
Groot Sionshof ·
Heiligen Geest- of Cornelis Spronghof ·
Jan de Laterehof ·
Jan Pesijnhof ·
Jean Michelhof ·
Jeruzalemhof ·
Joost Frans van de Lindenhof ·
Juffrouw Maashof ·
Justus Carelhuis ·
Klein Sionshof ·
Meermansburg ·
Mierennesthof ·
Pieter Gerritz. van der Speckhof ·
Pieter Loridanshof ·
Samuel de Zeehof ·
Schachtenhof ·
Sint Anna Aalmoeshuis ·
Sint Annahof of Joostenpoort ·
Sint Elisabethgasthuishof ·
Sint Jacobs- of Crayenboschhof ·
Sint Janshof ·
Sint Salvatorhof ·
Sint Stevenshof ·
Tevelingshof ·
Van Assendelftshof